# Carlos Kihlberg
Carlos Augusto Kihlberg (Lidköping, Suecia; 14 de septiembre de 1839 - Buenos Aires , Argentina; 9 de junio de 1908), nacido Carl August Kihlberg, fue un ingeniero y arquitecto sueco que también realizó las más importantes obras para el Estado en la Argentina.
Realizó sus estudios en la actual Universidad Tecnológica Chalmers, de Gotemburgo, graduándose en 1864. También se desempeñó como aprendiz de Helgo Zettervall en Lund. Al año siguiente comenzó a cursar en la Real Academia de Bellas Artes de su país, terminando sus estudios en 1869, cuando se trasladó a Sudamérica, instalándose en Buenos Aires, Argentina. Junto con él viajó su compatriota amigo y arquitecto Enrique Aberg.
Quizás la obra más importante de Kihlberg como arquitecto haya sido el proyecto del edificio de la Dirección de Correos y Telégrafos frente a la Plaza de Mayo. De estilo neorrenacentista italiano, el proyecto fue elegido por el presidente Domingo Faustino Sarmiento (1868-74) en 1873, aunque las obras de construcción se sucedieron trabajosamente por una serie de dificultades y avatares políticos. En 1882 el presidente Julio Argentino Roca pediría a Aberg que dirigiera la construcción de un edificio idéntico y contiguo para instalar al Poder Ejecutivo, y que finalmente sería unido al de Correos mediante un arco triunfal obra del italiano Francisco Tamburini. Con estas reformas, quedó conformada la actual Casa Rosada, sede de la Presidencia de la Argentina.
Otra importante obra de Kihlberg para el Estado Nacional fue el edificio en el Paseo de Julio (hoy Av. Leandro Alem) que alojaría a la Capitanía General de Puertos (actualmente Prefectura Naval), proyectado hacia 1874 y terminado en 1876. Más tarde sería demolido. 
En 1877 Kihlberg regresó a Suecia, donde en primer lugar trabajó en el proyecto del Skånes Enskilda Bank en Malmö. Luego trabajó junto con el arquitecto Herman Holmgren en Upsala, donde dirigió las obras de la Universidad (1878-87). Otros de sus trabajos allí fueron la Arbetareföreningen (1882), la Baldersskolan (1883), la Östgöta nation (1884-85) y la Seismologiska Institutionen (1885). También estuvo a cargo del Uplands Enskilda Bank en Norrtälje (1884-5, demolido).

## Galería de obras

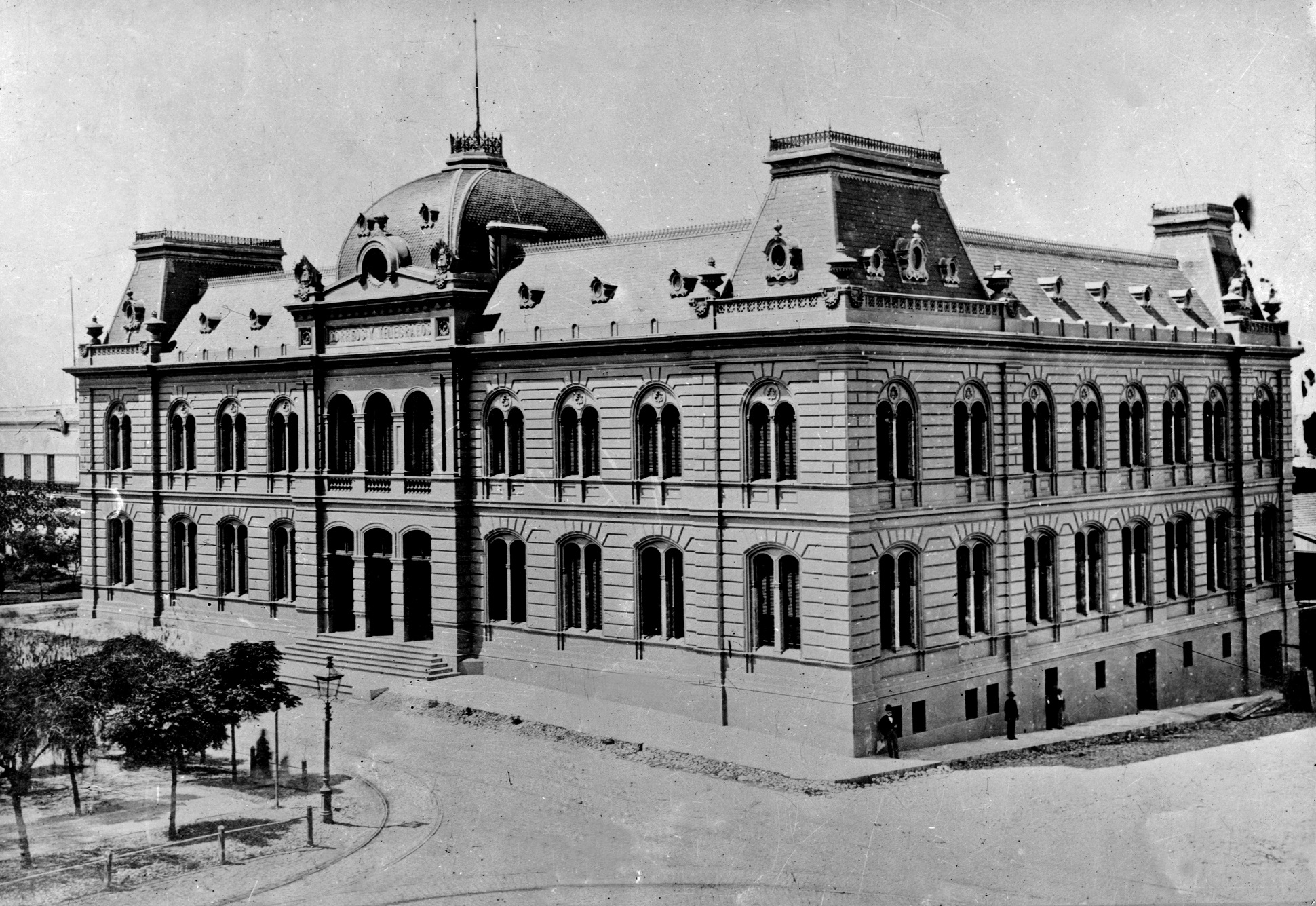
Correos y Telégrafos, parte de la actual Casa Rosada (1873)
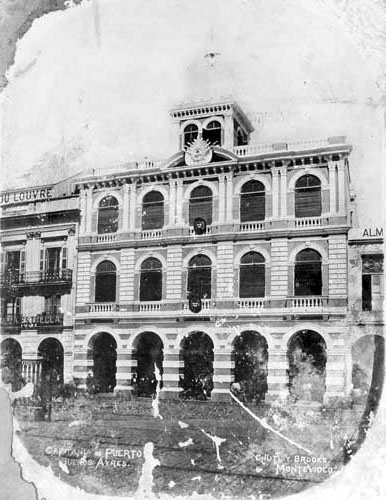
La Capitanía de Puertos (1874)
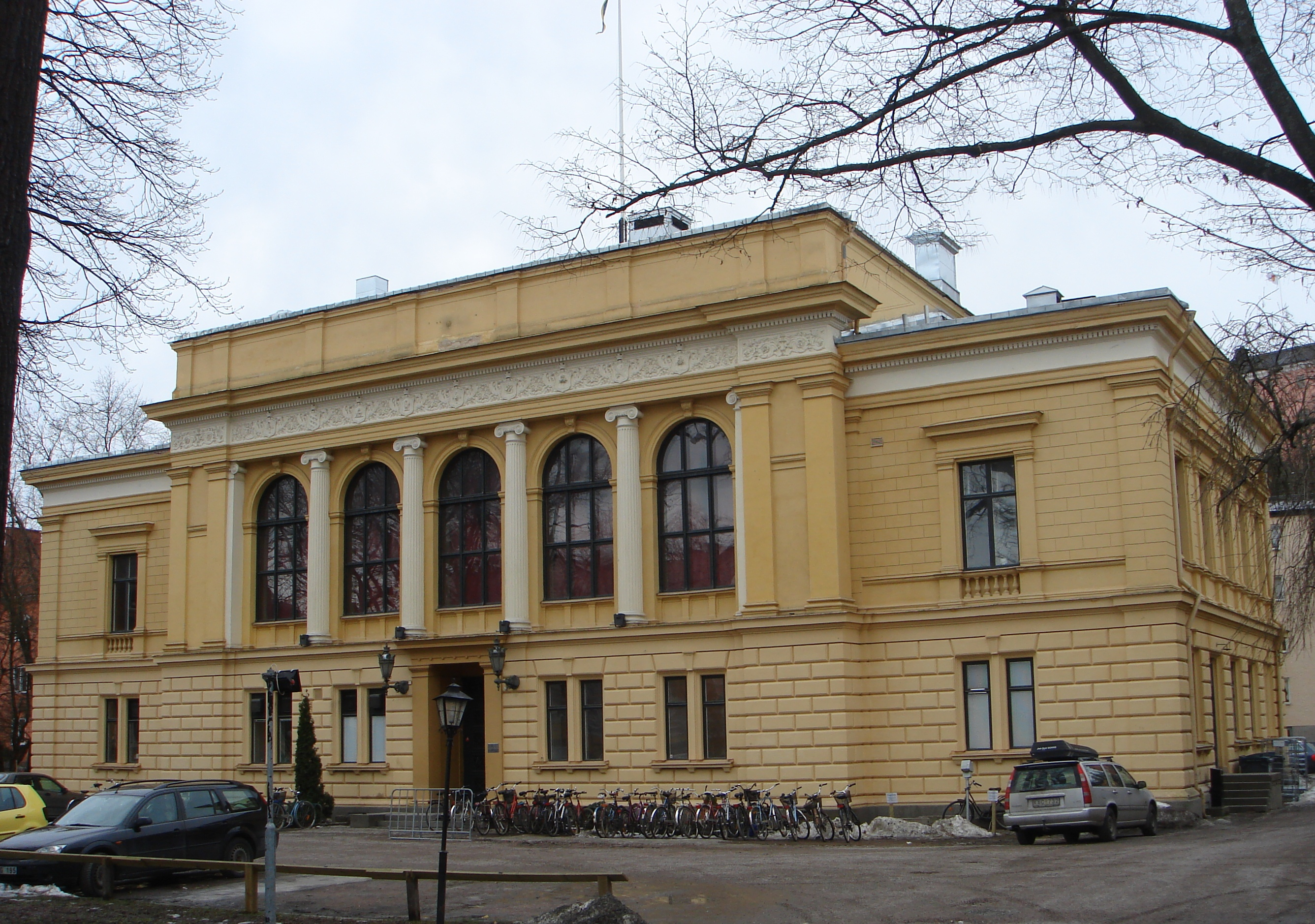
Östgöta Nation, en Upsala